# Triptila virescens
Triptila virescens är en fjärilsart som beskrevs av Philippi 1873. Triptila virescens ingår i släktet Triptila och familjen mätare. Inga underarter finns listade i Catalogue of Life.